# Aviano Air Base

i7
i11
i13
Der Militärflugplatz Aviano (Aeroporto militare di Aviano “Pagliano e Gori”, IATA-Code: AVB, ICAO-Code: LIPA) liegt im Nordosten Italiens. Eigentümer des Militärflugplatzes ist das italienische Militär, das ihn auch kontrolliert, genutzt wird er unter der Bezeichnung Aviano Air Base von der US-Luftwaffe, die den Ausbau der Anlage finanziert hat. Aviano ist Standort des 31st Fighter Wing, einem mit Kampfflugzeugen vom Typ F-16 ausgerüsteten Geschwader, und einer Hubschrauber-Einheit.

## Lage und Infrastruktur
Der Flugplatz liegt in der Region Friaul-Julisch Venetien, rund zehn Kilometer nördlich von Pordenone und etwa drei Kilometer südlich von Aviano am Fuß der südlichen Karnischen Alpen. Der Haupteingang befindet sich an der Landstraße SP 7, die Aviano und Pordenone verbindet. In südwestlicher Richtung erstreckt sich die rund 2600 Meter lange Start- und Landebahn (05/23) mit zwei parallel dazu verlaufenden Rollwegen. Im Süden und Südwesten des Areals befinden sich Abstellflächen und zahlreiche geschützte Unterstände für Kampfflugzeuge, im Norden Abfertigungs- und Abstellflächen für Transportflugzeuge, Hubschrauberlandeplätze sowie einige Wartungshallen. Südlich der militärischen Anlagen befinden sich verschiedene Verwaltungsgebäude, Unterkünfte und soziale Einrichtungen. Aviano ist an das Northern Italy Pipeline System angeschlossen.

## Nutzung

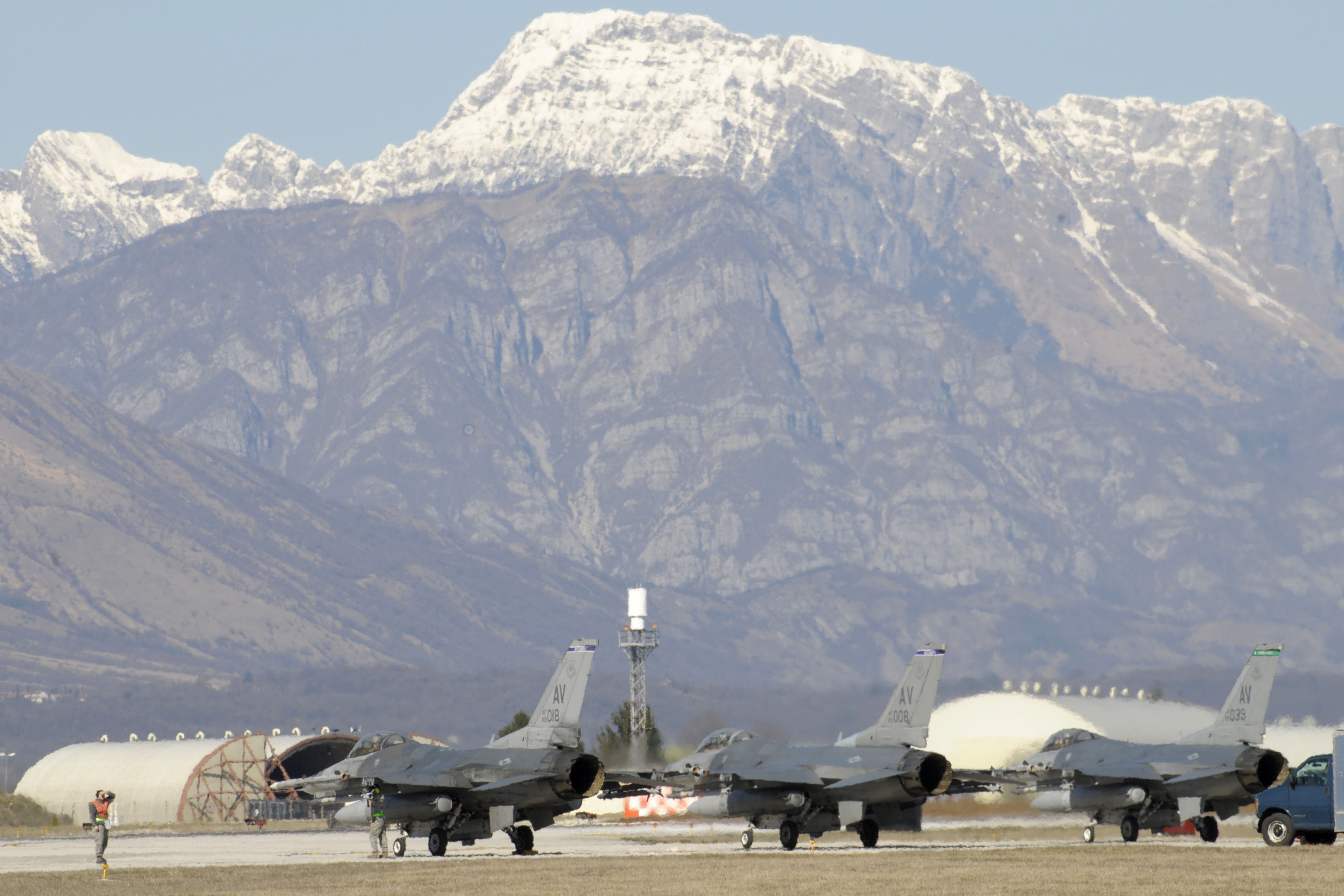
F-16 in Aviano am Fuß der Alpen

Aviano ist nach derzeitigem US-Stationierungskonzept eine Main Operating Base und als solche Standort des „31. Kampfgeschwaders“ (31st Fighter Wing) der United States Air Forces in Europe. Das Geschwader besteht aus einer operativen Gruppe (31st Operations Group) mit den beiden fliegenden Staffeln 510th Fighter Squadron “Buzzards” und 555th Fighter Squadron “Triple Nickel”, einer Flugsicherungsstaffel (603rd Air Control Squadron) und einer Staffel für Planung und Unterstützung (31st Operations Support Squadron). Die beiden fliegenden Staffeln sind mit insgesamt rund 50 F-16C/D ausgerüstet, die unter anderem in Aviano gelagerte Atombomben vom Typ B61-4 einsetzen können. Als Erkennungszeichen haben die Flugzeuge die Buchstaben AV auf dem Leitwerk, die sich auf den Stationierungsort Aviano beziehen. Zum 31. Geschwader gehören auch eine technische Gruppe (31st Maintenance Group), eine Unterstützungsgruppe (31st Mission Support Group) und eine Sanitätsgruppe (31st Medical Group). Auch diese Gruppen untergliedern sich in (bis zu sechs) Staffeln und führen ebenfalls die Nummer 31. Eine Rechnungsführungsstaffel (31st Comptroller Squadron) untersteht dem Geschwaderstab unmittelbar.
Im Jahr 2018 wurde eine CSAR-Komponente, bestehend aus der 56th Rescue Squadron mit Hubschraubern vom Typ HH-60G Pave Hawk und der 57th Rescue Squadron mit Pararescue-Kampfrettern, von dem britischen Militärflugplatz RAF Lakenheath nach Aviano verlegt.
Je nach Bedarf nutzen neben dem 31. Geschwader auch andere Einheiten und Flugzeuge der USA und ihrer Verbündeten die Aviano Air Base. Auf dem Militärflugplatz befindet sich ein italienisches Flugplatzkommando, das hoheitliche Aufgaben übernimmt und die Einhaltung der Nutzungsrechte überwacht.

## Geschichte
Das Gelände der heutigen Air Base wurde am 25. Januar 1911 dem Fliegerbataillon der italienischen Pioniertruppe unterstellt. Am 19. April 1911 nahm hier eine militärische Flugschule ihren Betrieb auf, welche die in Rom-Centocelle weitgehend ersetzte. Im Ersten Weltkrieg wurde der Flugplatz von Aviano von etlichen Bomber-Staffeln genutzt, die vor allem mit Flugzeugen vom Typ Caproni ausgerüstet waren. Von hier aus starteten am 10. Mai 1916 Hauptmann Maurizio Pagliano und Oberleutnant Luigi Gori zu einem nicht autorisierten, erfolgreichen Luftangriff auf die Werftanlagen in Pola im heutigen Kroatien. Nach den beiden 1917 gefallenen Piloten wurde der Militärflugplatz Aviano später benannt. Nach der Zwölften Isonzoschlacht und dem Rückzug der italienischen Truppen westlich des Piave wurde Aviano ab November 1917 bis zum Kriegsende 1918 von den k.u.k. Luftfahrtruppen genutzt. So waren dort die Fliegerkompanien Flik 103/G, 104/G und 105/G stationiert, die Aviano als Basis für ihre nächtlichen Bombenangriffe auf Ziele hinter der italienischen Front nutzten.
Nach dem Krieg setzte die genannte Flugschule die Ausbildung von Jagdfliegern und Bomberpiloten fort. In den 1930er Jahren wurde der Flugplatz ausgebaut und dabei in zwei Bereiche geteilt: „Aviano-Nord“ war für Bomber reserviert, „Aviano-Süd“ für Jäger. Beide Bereiche hatten jeweils eine Graspiste und drei Wartungshallen. In der Mitte befanden sich Verwaltungs- und Unterstützungseinrichtungen. Die Pilotenausbildung stand auch im Zweiten Weltkrieg zunächst im Vordergrund. Darüber hinaus wurde der Flugplatz zur Neuaufstellung oder Umrüstung von italienischen Geschwadern benutzt. Nach dem Waffenstillstand von Cassibile kam der Flugplatz ab September 1943 unter die Kontrolle der deutschen Luftwaffe, die hier eine Fliegerhorstkommandantur einrichtete. In der Folgezeit waren hier unter anderem Teile des Kampfgeschwaders 76 und des Lehrgeschwaders 1 stationiert. Der Flugplatz wurde auch von der Aeronautica Nazionale Repubblicana, der Luftwaffe der faschistischen Italienischen Sozialrepublik, genutzt. ANR-Piloten wurden hier auf die Bf 109 umgeschult.
Zwischen Dezember 1943 und Mai 1945 griffen alliierte Bomber den Flugplatz von Aviano mehrfach an und zerstörten ihn schließlich weitgehend. Im Mai 1945 wurde er von alliierten Bodentruppen besetzt. Die britische Royal Air Force stationierte in Aviano vorübergehend leichte Bomber vom Typ Douglas A-20 und ließ dann nur ein Flugplatzkommando zurück, das den Flugplatz bis zur Rückgabe an die italienische Luftwaffe im Jahr 1947 kontrollierte.
1950 übernahm das italienische Heer den südlichen Bereich des Flugplatzes, um dort nach Umbauarbeiten Teile der Panzerdivision Ariete unterzubringen. Im August 1952 verlegte die italienische Luftwaffe ihr 51. Geschwader (51º Stormo) von Treviso nach Aviano und rüstete es dort mit der F-84G aus. Das Geschwader hatte schließlich drei fliegende Staffeln und erhielt entsprechend der damaligen Luftwaffenstruktur den Status einer Brigade (51ª Aerobrigata). 1954 zog der Verband auf den wiedereröffneten Militärflugplatz Istrana.

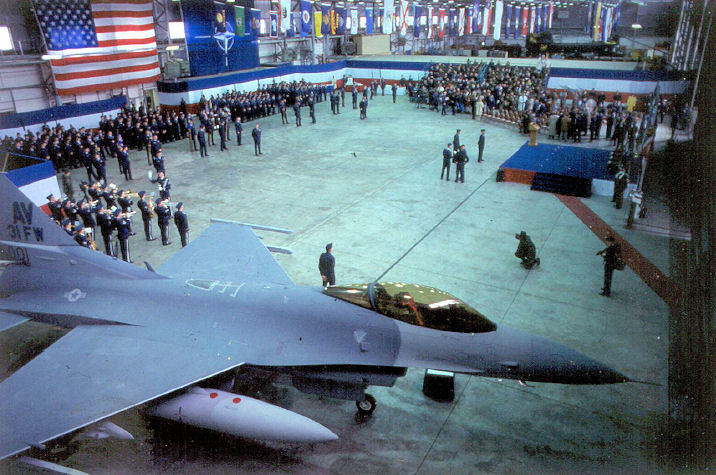
Aktivierung des 31st Fighter Wing am 1. April 1994 in Aviano

Im Oktober 1954 unterzeichneten die Regierungen der USA und Italiens ein Abkommen, das den United States Air Forces in Europe unter anderem die Nutzung des Militärflugplatzes Aviano gestattete. Die Amerikaner übernahmen den Flugplatz am 15. Februar 1955 und nannten ihn zunächst Aviano Airfield, ab dem 1. Januar 1956 dann Aviano Air Base. Während des Kalten Krieges wurden keine fliegenden US-Einheiten dauerhaft in Aviano stationiert. Der Flugplatz diente nur als vorgeschobener Stützpunkt für verschiedene Staffeln, die hier regelmäßig zu Übungen eintrafen und dabei unter anderem den Luft-Boden-Schießplatz bei Maniago nutzten. Die Einsatzbereitschaft der Air Base stellte bis 1957 die 7207th Air Base Squadron sicher, bis 1966 die 7227th Support Group und dann die 40th Tactical Group (ab 1990 40th Tactical Support Wing) bis 1992. Häufige Gäste in Aviano waren Kampfflugzeuge der Typen F-100, F-4, F-16 und A-10.
Ende der 1980er Jahre plante man die Verlegung des mit F-16 ausgerüsteten 401st Tactical Fighter Wing von Torrejón in Spanien nach Crotone in Süditalien. Der Stab und Teile des Geschwaders kamen im Rahmen einer Übergangslösung im Mai 1992 nach Aviano, im August 1992 folgte dann auch der Stab der 16th Air Force. Die kriegerischen Auseinandersetzungen im ehemaligen Jugoslawien erforderten bald eine dauerhafte Stationierung von US-Einsatzverbänden in Aviano. Mit der Operation Deny Flight stieg die Zahl der US-Soldaten in Aviano rasch auf 3500 an, wohingegen der Stützpunkt nur für die Aufnahme von etwa 1500 Soldaten ausgelegt war. Zunächst fand man verschiedene Notlösungen und leitete begrenzte Ausbaumaßnahmen ein. Nachdem die italienischen Heeresverbände vom ehemaligen Südteil des Flugplatzes abgezogen waren, konnte man hier unter der Bezeichnung „Aviano 2000“ einen größeren Ausbau in Gang setzen. Die Investitionen beliefen sich schließlich auf über eine halbe Milliarde US-Dollar.

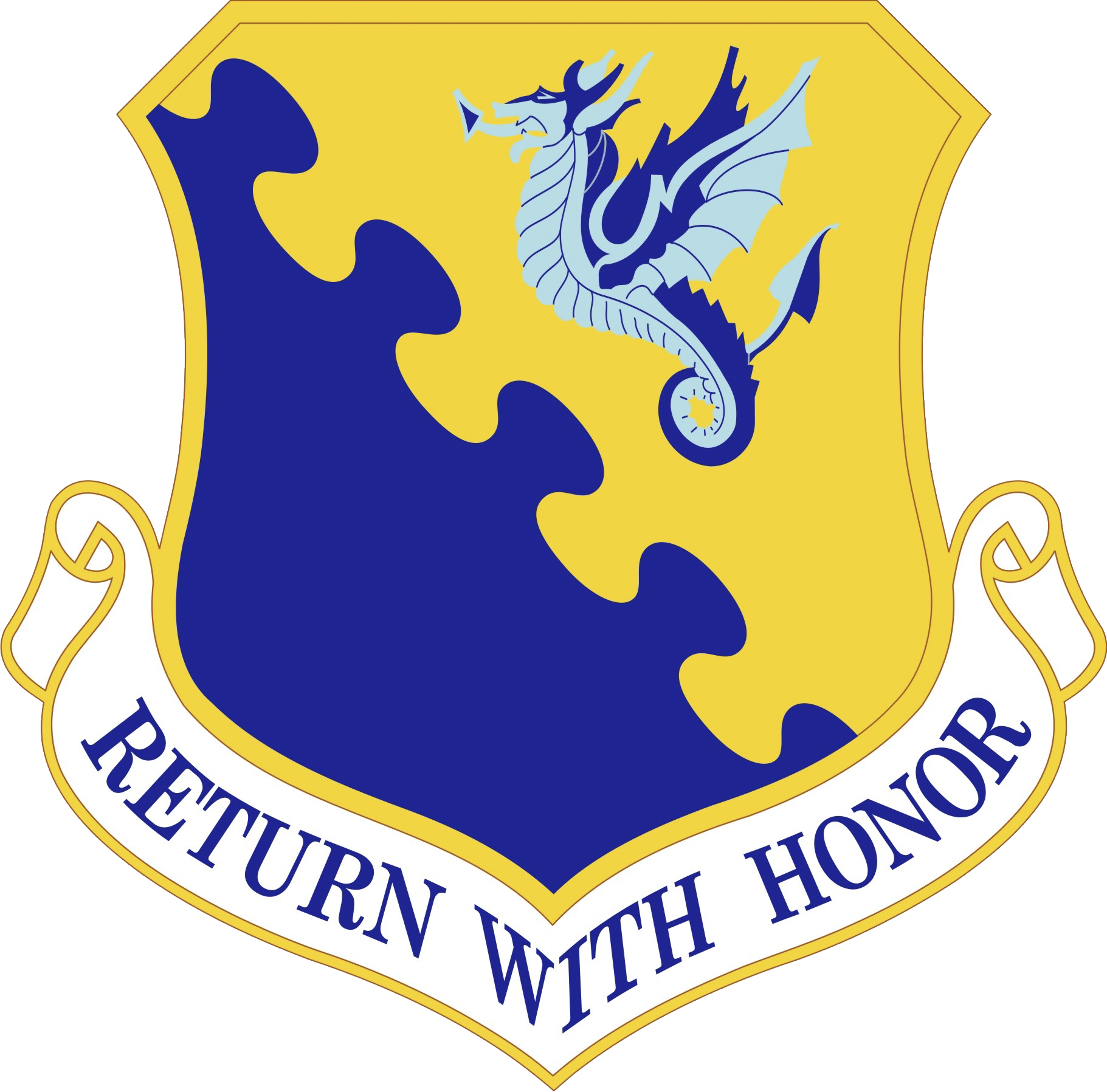
Wappen des 31st Fighter Wing

1992 verwüstete der Hurrikan Andrew die Homestead Air Force Base in Florida, den Stützpunkt des 31st Fighter Wing. In Aviano fand das Geschwader am 1. April 1994 eine neue Heimat, wo es das aufgelöste 401. Geschwader ersetzte. Die F-16-Kampfflugzeuge für die beiden reaktivierten Staffeln 510 und 555 zog man von der Ramstein Air Base in Deutschland ab. Sie wurden wiederholt zur Unterstützung internationaler Missionen im ehemaligen Jugoslawien eingesetzt. Aviano diente in diesem Zusammenhang auch etlichen anderen Einheiten aus den USA und anderen Staaten als Stützpunkt. Von hier aus starteten 1999 im Rahmen des Kosovokrieges unter anderem amerikanische F-117 zu Angriffen auf serbische Ziele. Darüber hinaus spielte der Flugplatz nach den Terroranschlägen am 11. September 2001 eine bedeutende Rolle bei der Unterstützung internationaler Militäreinsätze in Afghanistan und im Irak. Im März 2003 flogen Teile der in Vicenza stationierten 173. US-Luftlandebrigade von Aviano aus zu ihren Luftlandeeinsätzen im Nordirak. Im Dezember 2006 verlor Aviano den Stab der 16th Air Force, die später ganz aufgelöst wurde.

## Sonstiges
- Von Aviano aus startete im Juni 1995 Scott O’Grady, Pilot der 555th Fighter Squadron, mit einer F-16 zu einem Einsatz über Bosnien und Herzegowina, wo er von einer Flugabwehrrakete bosnischer Serben abgeschossen wurde. Sein mehrtägiger Überlebenskampf in feindlichem Gebiet und seine spektakuläre Rettung wurden später unter dem Titel Im Fadenkreuz – Allein gegen alle verfilmt.
- Am 3. Februar 1998 startete in Aviano eine EA-6B Prowler des US Marine Corps zu einem Übungsflug in den italienischen Alpen. Die Besatzung missachtete die örtlichen Beschränkungen für Tiefflüge und durchtrennte bei Cavalese das Tragseil einer Seilbahn, wobei 20 Menschen ums Leben kamen. Die aus italienischer Sicht unzureichende juristische Aufarbeitung in den USA führte zu Diskussionen über ein mögliches Ende der Nutzung des Militärflugplatzes Aviano durch die US-Streitkräfte.[4]
- 2003 spielte die Aviano Air Base eine Rolle bei der Entführung des Imams Abu Omar durch die CIA und den SISMI.
- Von der Straße, die von Aviano in nördlicher Richtung zum Wintersportort Piancavallo führt, können der Militärflugplatz und der dortige Flugbetrieb bei guter Sicht ausgezeichnet beobachtet werden.
- Der Militärflugplatz Aviano ist nicht zu verwechseln mit dem etwa drei Kilometer nördlich von Pordenone gelegenen Flugplatz La Comina. Hier wurde am 7. August 1910 eine der ersten zivilen Flugschulen Italiens gegründet. Im Ersten Weltkrieg unterstand der Flugplatz Comina dem Flugplatzkommando Aviano und wurde ebenfalls militärisch genutzt. Der Flugplatz dient mit seiner Graspiste (18/36) heute ausschließlich dem Aeroclub Pordenone und der Allgemeinen Luftfahrt. Wegen der Nähe zum Militärflugplatz Aviano kann es in La Comina zu Einschränkungen des Flugbetriebs kommen.